# ウェスト・ハワイ・トゥデイ

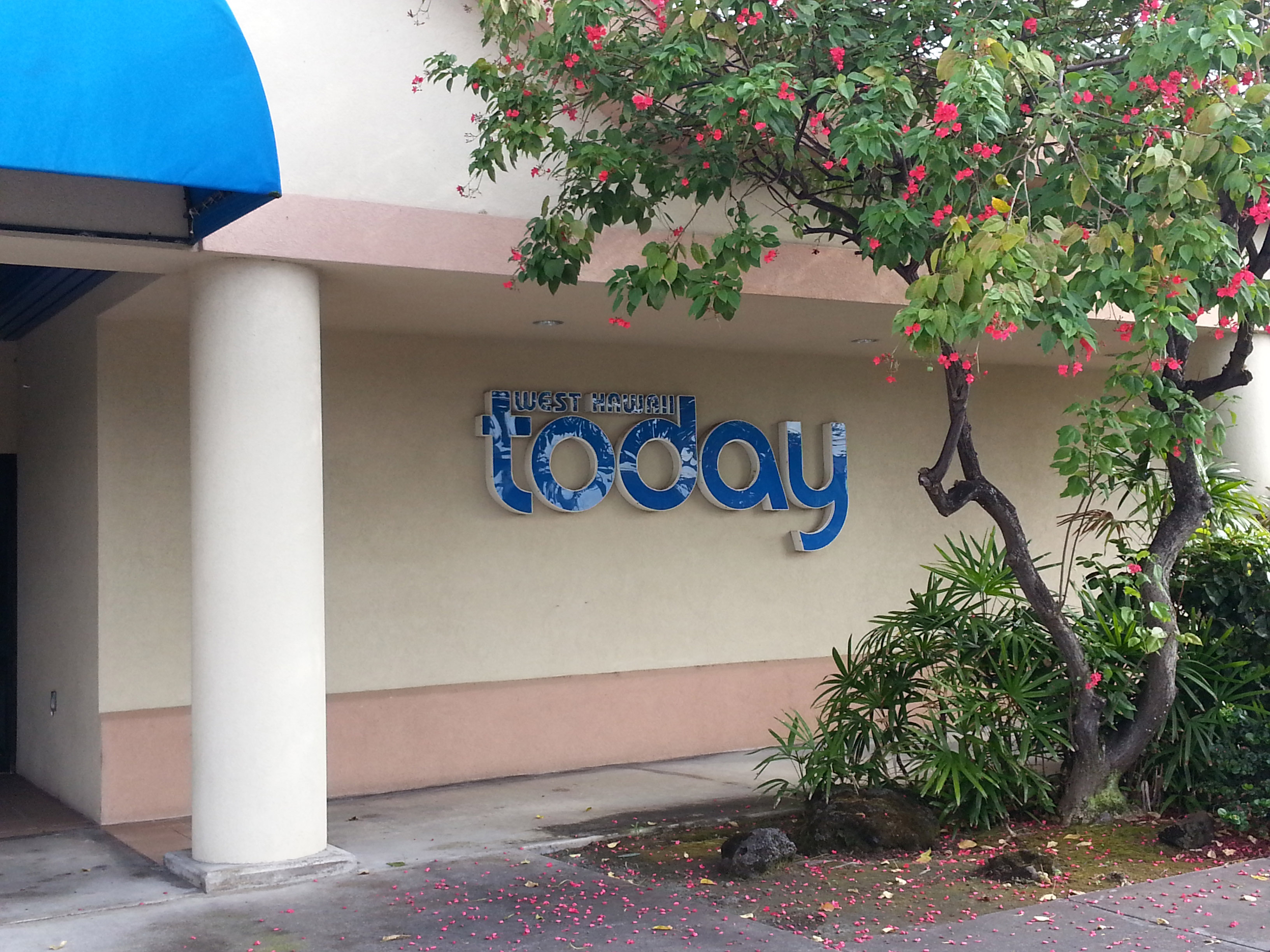
ウェスト・ハワイ・トゥデイの本部（ハワイ州カイルア・コナ）

『ウェスト・ハワイ・トゥデイ』紙（英語: West Hawaii Today）はアメリカ合衆国ハワイ州のカイルア・コナで発行されている日刊英語新聞である。ハワイ島の西海岸に多数展開する各種リゾートホテルに来る日本人客が一番目にするのは、この新聞である。
ハワイ島東海岸のヒロで発行されている『ヒロ・トリビューン・ヘラルド』紙の週刊紙として1962年に始まり、1968年から日刊紙になった。2014年にはカナダのブラック・プレス配下で『ホノルル・アドバタイザー』紙も発行するOahu Publications, Inc.に売却されている。  